# Chionaema rosabra
Chionaema rosabra är en fjärilsart som beskrevs av Alfred Ernest Wileman. Chionaema rosabra ingår i släktet Chionaema och familjen björnspinnare. Inga underarter finns listade i Catalogue of Life.